# Burgstall Bachern

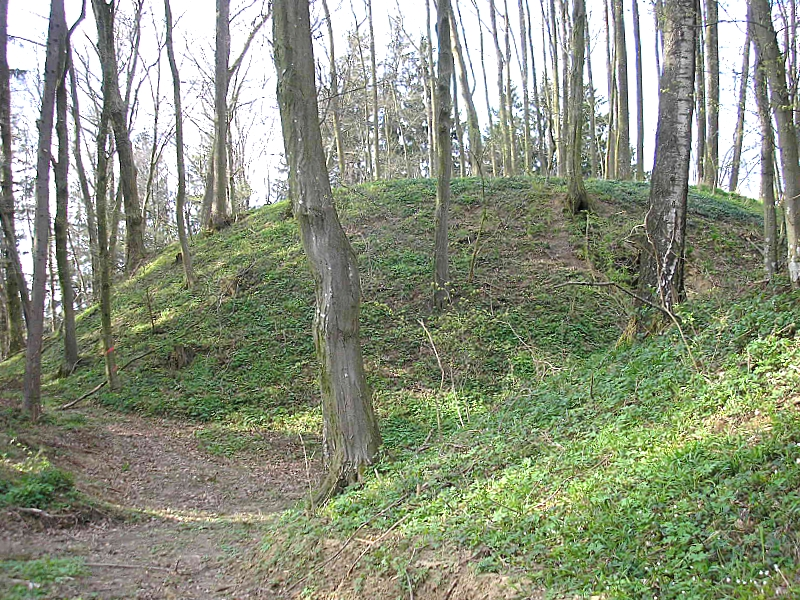
Gegenblick von Süden

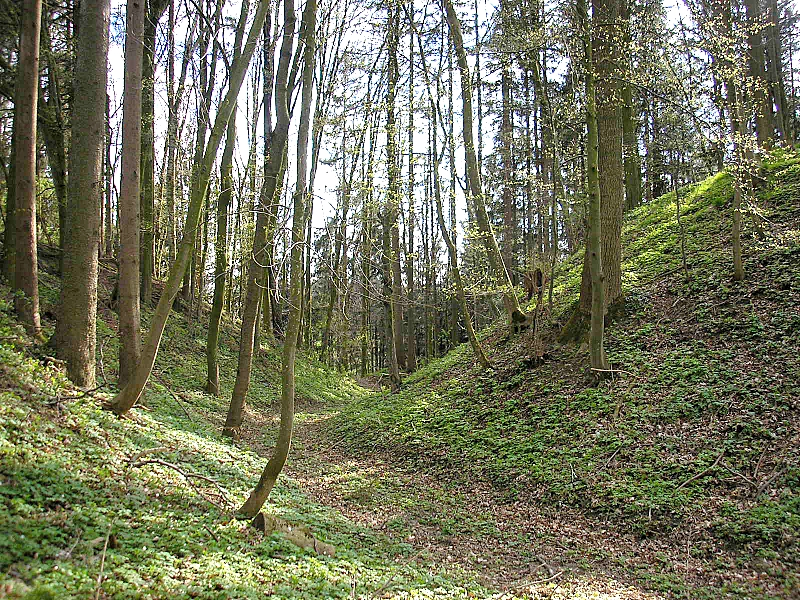
Der Halsgraben der Hauptburg nach Südwesten

Der Burgstall Bachern, auch Alte Burg genannt, liegt südlich des Friedberger Stadtteiles Bachern im Landkreis Aichach-Friedberg in Schwaben auf einer Anhöhe. Von der hochmittelalterlichen Höhenburg vom Typus einer Turmhügelburg (Motte) auf 516 m ü. NN haben sich nur der Halsgraben und der mächtige Turmhügel erhalten.

## Geschichte
Bachern erscheint erstmals im Jahr 763 als Pahhara in einer Urkunde. Um 1120 war das Stift St. Ulrich und Afra zu Augsburg dort begütert. Schirmvogt über die Besitzungen des Stiftes jenseits des Lechs war damals Pfalzgraf Otto V. von Wittelsbach.
Ein Ortsadel de Pacharn trat 1135 ins Licht der Geschichte. 1140 bzw. 1171 wurden Arnoldus und Gelwart von Pachern urkundlich bezeugt. Ein Haidenricus de Bachern schenkte dem Kloster im 12. Jahrhundert weitere Güter. 1177 war in einer päpstlichen Bulle ein Meierhof zu Paeche aufgeführt, der bereits 1270 zum Amt Wittelsbach, Landgericht Aichach gehörte.
Die Burg war zu dieser Zeit wohl schon verlassen. Das ehemalige Schloss im Dorf entstand erst 1595 durch das Augsburger Kloster Heilig Kreuz, stand also mit dem Burgstall in keinem direkten Zusammenhang. Später wurde die Westseite des Turmhügels teilweise zur Materialgewinnung abgegraben, auch der nördliche Auslauf des Halsgrabens ist gestört. Durch die Bewaldung der Anhöhe hat sich dort dennoch ein typisches Beispiel einer Hochmotte als Sitz eines Niederadelsgeschlechtes des Hochmittelalters erhalten. Ein ähnlicher Burgstall liegt nur sechs Kilometer westlich bei Kissing auf der Lechleite.
Die Volkssage schreibt den Untergang der Veste der Hartherzigkeit der Bewohner zu, die Burg soll im Boden versunken sein. Nur die Magd sei verschont worden, da sie Mitleid mit den Armen gezeigt habe. Ähnliche Sagen ranken sich um zahlreiche Burgruinen und Burgställe. Die Aufbauten dienten sicherlich als willkommener Steinbruch für die Bauern der Umgebung. Die Gebäude bestanden wohl zumindest teilweise aus Backstein, einige Ziegelsteine liegen noch im Gelände, ebenso zahlreiche Scherben von Dachziegeln.

## Beschreibung
Der Burgstall wird im Westen durch den Steilhang geschützt. Im Süden ist ein Plateau – wohl eine ehemalige Vorburg oder Turmstelle – vorgelagert. Auch im Norden und Osten deuten Plateaus bzw. Bodenmerkmale auf Wirtschaftsbauten oder Vorwerke hin. Der Graben der östlichen Vorburg verläuft noch etwa einen halben Meter tief um einen winkelförmigen Wall, der das Gelände um einen weiteren halben Meter überragt.
Um die Ostseite des Turmhügels führt der vier bis fünf Meter tiefe Halsgraben, der sich im Westen als Berme oder Hanggraben fortsetzt. Auf dieser Seite fällt das Gelände etwa 20 Meter sehr steil ins Tal ab.
Der Erdkegel der Hauptburg ragt weitere zwei bis drei Meter über das Gelände, das Plateau ist über die steilen Flanken nur schwer zugänglich. Einige größere Backsteinquader und Ziegelreste im Burgbereich legen eine steinerne Überbauung nahe.
Im Sommer 2007 wurde das Bodendenkmal durch die Anlage eines in den Graben planierten Holzabfuhrweges beeinträchtigt. Dabei wurde besonders das Grabenprofil zerstört.
Das Bayerische Landesamt für Denkmalpflege verzeichnet das Bodendenkmal als mittelalterlichen Burgstall unter der Denkmalnummer D-7-7632-0032.